# 古河テレビ中継局
古河中継局（こがちゅうけいきょく）は茨城県古河市に所在する、NHK水戸放送局のデジタル総合テレビジョンのみの中継局である。

## デジタルテレビ放送
| リモコンキーID | 放送局名     | 物理チャンネル | 空中線電力 | 実効輻射電力 | 放送対象地域 | 運用開始日                | 備考  |
| -------------- | ------------ | -------------- | ---------- | ------------ | ------------ | ------------------------- | ----- |
| 1              | NHK 水戸総合 | 52ch           | 1W         | 5.9W         | 茨城県       | 2013年（平成25年）6月21日 | [ 3 ] |

- NHK筑波中継局からの電波が届きにくい[1]、茨城県最西端の古河市、五霞町北西部などを主に受信エリアとする[3]。
- 東京スカイツリーと、当・中継局の両方からの電波受信には、UHFアンテナの追加と特定地域用ミキサーが必要となる可能性が高い[4][5][6][7]。
- 東京スカイツリー波と同じく、水平偏波である[3][5]。
- NHK東京総合テレビやNHK東京教育テレビ、在京民放5局広域放送の受信には東京スカイツリー波の放送エリアのめやすになっている地域である[8][4][6][7]。また古河市内が放送エリアのめやすから外れるものの[9]NHK前橋放送局や在京民放の前橋テレビ放送所の受信事例をNHK水戸放送局の公式サイトなどで紹介している[5][6]。
- 送信アンテナ設置場所は古河市旭町1丁目のNTT古河旭電話交換センター[10]である。